# ايزد شهر
ايزد شهر (بالفارسية: ایزدشهر) هي مدينة في محافظة مازندران شمال في إيران. وتقع على بعد 7 كم شرق نور و 8 كم غرب محمود أباد. يقدر عدد سكانها بـ 6,882 نسمة .